# Nahas Angula
Nahas Gideon Angula, né le 22 août 1943 à Onyaanya, est un homme d'État namibien, membre de l'Organisation du peuple du Sud-Ouest africain (SWAPO). Il est Premier ministre du 21 mars 2005 au 4 décembre 2012.

## Biographie
Angula est né à Onyaanya, dans la région d'Oshikoto.
Angula a obtenu une maîtrise en éducation de l'Université Columbia. Il est membre de l'église luthérienne, comme sa famille depuis des générations. 
Il est exilé de Namibie de 1965 à 1989. Pendant ce temps, il travaille pour Radio Zambie de 1973 à 1976 et aux Nations unies en tant que fonctionnaire de 1976 à 1980 avant de devenir organisateur de la SWAPO en 1980. Il est chargé de Inscription des électeurs à la SWAPO en 1989. Immédiatement avant l'indépendance, Angula est membre de la SWAPO de l'Assemblée constituante de Namibie, en place de novembre 1989 à mars 1990.
Angula est membre de l'Assemblée nationale depuis 1990. Il est ministre de l'Éducation, des Sports et de la Culture de 1990 à 1995 et ministre de l'Enseignement supérieur de 1995 à 2005.
Angula est candidat à l'investiture de la SWAPO pour l'élection présidentielle namibienne des 15 et 16 novembre 2004, mais il n'obtient que la troisième place. Il soutient ensuite Hifikepunye Pohamba qui est investi par la SWAPO puis victorieux lors de la présidentielle.
Le 21 mars 2005, lorsque Pohamba a été assermenté à la présidence de la Namibie, il annonce la nomination d'Angula au poste de Premier ministre. 
Après que Hage Geingob ait été réélu vice-président de la SWAPO le 2 décembre 2012 et confirmé comme candidat à la présidence de la SWAPO en 2014, le président Pohamba a nommé Geingob à la place de Premier ministre le 4 décembre 2012. Angula a été nommée ministre de la Défense. 
Au milieu d'une poussée pour de nouveaux visages à l'Assemblée nationale, Angula a choisi de ne pas chercher une place sur la liste de la SWAPO pour l'élection de 2014.